# Олівер Еванс
Олівер Еванс (англ. Oliver Evans; 1755—1819) — американський інженер-конструктор, винахідник багатьох великих удосконалень у парових машинах, прядильній і млиновій справі.

## Біографія
Олівер Еванс народився 13 вересня 1755 року в Ньюпорті  в штаті Делавер.
Еванс вважається в Сполучених Штатах Америки піонером в області розробки парових машин високого тиску. Працюючи будівельником колісних возів, Еванс придбав деякий інженерний досвід і незабаром істотно поліпшив кардочесальную машину, а в 1784 році створив практично повністю автоматизований млин.

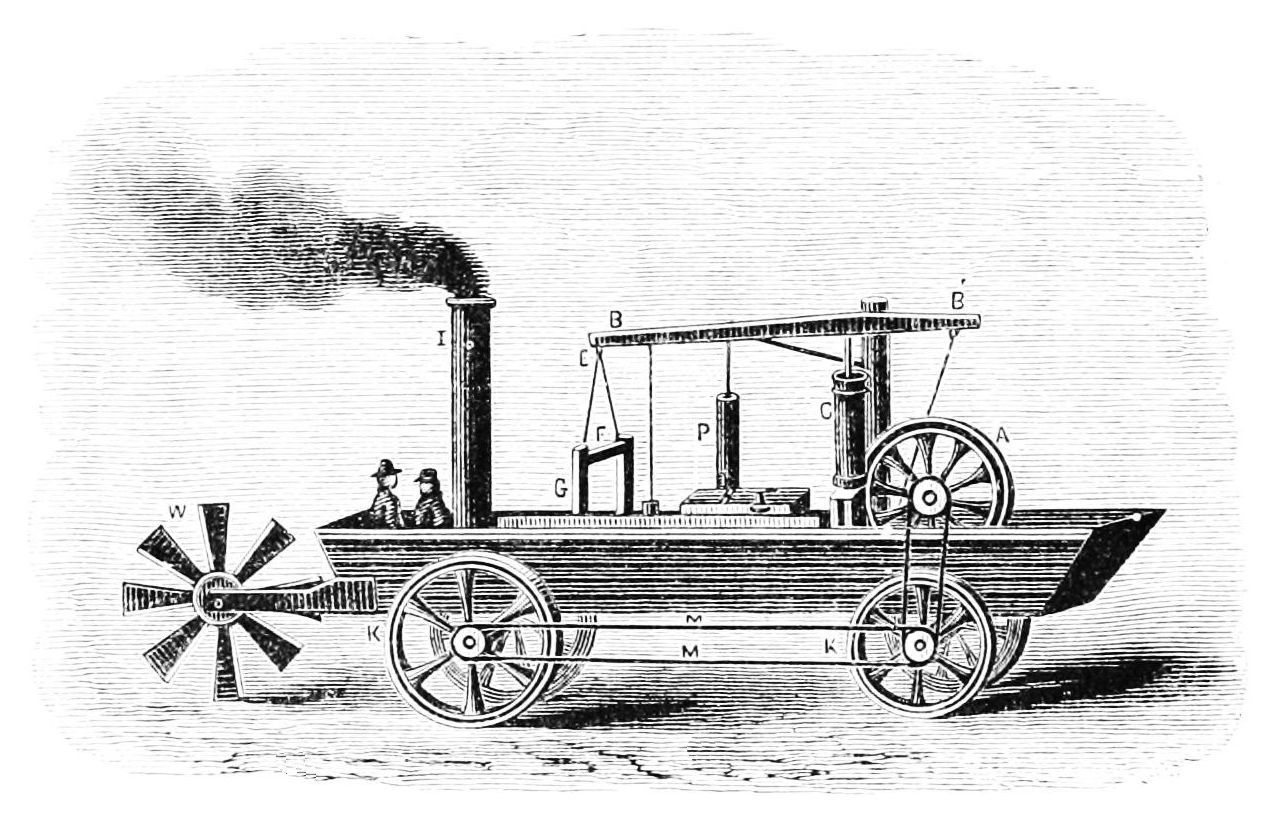
Перший американський автомобіль

Олівер Еванс спробував використовувати пар високого тиску, щоб без втрати потужності зменшити розмір парової машини Уатта. Близько 1804 року він представив машину, яка працювала при тиску пара близько 3,5 бар. У загальній складності Еванс виготовив близько півсотні подібних машин, велика частина яких використовувалася для приводу насосних установок.
Однак, найбільше Еванс відомий в історії, як піонер автомобілебудування в Новому Світлі; йому належить перший патент на автомобіль в Сполучених Штатах (1789 рік); для його отримання Олівер Еванс продемонстрував першу успішну самохідну машину, яка була не тільки першим автомобілем в США, але також і першою машиною-амфібією, так як була здатна подорожувати на колесах по землі і за допомогою лопатей на воді. Цілком можливо, що Еванс вимушено ускладнив собі завдання створюючи машину амфібію, замість того, щоб спочатку створити звичайний автомобіль. У своєму прагненні замінити коней паровою установкою, в 1786 році спробував запатентувати звичайний паровий автомобіль, в якому прикладом слугувала парова машина високого тиску, але патентне управління відмовило Евансу, вважаючи його ідею безглуздою фантазією.
Книга Олівера Еванса з мукомольного виробництва «The young millwright and millers guide» (1797 рік) витримала багато видань (14-е 1853 рік). Для механіків він видав у 1805 році керівництво під заголовком «The young steam-engineer's guide» (1838 рік).